# Dieudonné Uringi Uuci
Dieudonné Uringi Uuci (Bunia, República Democrática do Congo, 28 de outubro de 1957) é um clérigo católico romano e bispo de Bunia.
Dieudonné Uringi Uuci recebeu o sacramento da ordenação em 25 de setembro de 1984.
Em 1º de abril de 2005, o Papa João Paulo II o nomeou Bispo de Bunia. O Arcebispo de Kisangani, Laurent Monsengwo Pasinya, ordenou-o bispo em 24 de junho do mesmo ano; Os co-consagradores foram o Núncio Apostólico na República Democrática do Congo, Dom Giovanni d'Aniello, e o Bispo de Buta, Joseph Banga Bane.